# 와카사촌 (돗토리현)
와카사촌(若桜村)은 일본 돗토리현 야즈군에 설치되었던 촌이다. 현재의 와카사정의 일부에 해당한다.

## 역사
- 1889년 10월 1일 - 정촌제 시행에 의해 핫토군 와카사촌이 성립하였다.
- 1896년 4월 1일 - 야카미군, 핫토군, 지즈군이 합병해 야즈군이 성립하여, 야즈군 와카사촌이 되었다.
- 1909년 4월 1일 - 아카마쓰촌, 스가노촌과 합병해 와카사정 (초대)이 성립하여, 동일 와카사촌은 폐지되었다.